# Resolución ES-10/21 de la Asamblea General de las Naciones Unidas
La Resolución ES‑10/21 de la Asamblea General de las Naciones Unidas fue aprobada el 27 de octubre de 2023 en respuesta a las medidas adoptadas por Israel en la Franja de Gaza tras los ataques de Hamás ocurridos el 7 de octubre.
La resolución expresa la grave preocupación de la comunidad internacional por la escalada de violencia desde el ataque del 7 de octubre y «por el grave deterioro de la situación en la región, en particular en la Franja de Gaza y el resto del Territorio Palestino Ocupado, incluida Jerusalén Oriental, y en Israel».
La resolución se adoptó en la décima sesión de emergencia de la Asamblea General convocada a solicitud de Nicaragua, Rusia, Siria, Bangladés, Camboya, Indonesia, Laos, Malasia, Maldivas, Timor Oriental, Vietnam y Brunéi en virtud del impase en el que se encontraba el Consejo de Seguridad, órgano de la ONU que no logró aprobar ninguna resolución sobre el tema en las semanas previas en virtud de los votos negativos (vetos) de miembros permanentes a las resoluciones que se habían presentado.
La Asamblea General de la ONU puede pasar por encima de un veto emitido en el Consejo de Seguridad ante situaciones de amenazas para la paz, quebrantamiento de la paz o un acto de agresión, de conformidad con la resolución 377 de la Asamblea General adoptada en 1950.

## Antecedentes
Una sesión especial de emergencia es una reunión no programada de la Asamblea General de las Naciones Unidas para hacer recomendaciones urgentes sobre una situación particular relevante para el mantenimiento de la paz y la seguridad internacionales, cuando el Consejo de Seguridad no puede actuar debido al veto de uno de sus miembros permanentes.El mecanismo se introdujo en 1950 con la resolución Unidos por la Paz, que declaró que:

...si el Consejo de Seguridad, debido a la falta de unanimidad de los miembros permanentes, no ejerce su responsabilidad primordial de mantener la paz y la seguridad internacionales en cualquier caso en que parezca haber una amenaza a la paz, quebrantamiento de la paz, o acto de agresión, la Asamblea General considerará el asunto inmediatamente con miras a hacer las recomendaciones apropiadas a los Miembros sobre medidas colectivas, incluido en el caso de quebrantamiento de la paz o acto de agresión, el uso de la fuerza armada cuando sea necesario, para mantener o restablecer la paz y la seguridad internacionales. Si no está en sesión en ese momento, la Asamblea General podrá reunirse en sesión extraordinaria de emergencia dentro de las veinticuatro horas siguientes a la solicitud de la misma.

La capacidad de la Asamblea General para recomendar medidas colectivas fue objeto de una intensa disputa en las décadas de 1950 y 1960. En 1962, una opinión consultiva de la Corte Internacional de Justicia declaró que, si bien la "acción coercitiva" es dominio exclusivo del Consejo de Seguridad, la Asamblea General tiene la autoridad para tomar una amplia gama de decisiones, incluido el establecimiento de una fuerza de mantenimiento de la paz.
Los bombardeos que Israel lanzó en respuesta a los ataques de Hamás han provocado, según el ministerio de salud controlado por la organización islámica, la muerte de 7028 personas, entre las que se cuentan 2913 niños y al menos 1709 mujeres, y a los que se suman más de 18 484 heridos, en su mayoría civiles, siendo las mujeres y los niños las principales víctimas de los ataques israelíes. Algunas de las acciones militares de Israel en territorio palestino han sido blanco de críticas de parte de la comunidad internacional porque podrían constituir violaciones al derecho internacional humanitario calificables como crímenes de guerra, entre las que se cuentan el empleo contra población civil de armamento prohibido por tratados internacionales, el asesinato de miembros del personal civil de organismos internacionales que cumplían funciones humanitarias, el «cerco total» y corte de suministros a la población civil como «castigo colectivo» y la orden de evacuación de civiles bajo amenaza de un ataque inminente, sin que existan lugares seguros donde ir ni una forma segura de llegar, que han provocado el desplazamiento forzado cerca de un millón y medio de residentes de Gaza, más de la mitad de su población, siendo el mayor desplazamiento sufrido en su historia reciente, y al que la Organización de las Naciones Unidas ya ha catalogado como un crimen contra la humanidad.

## Contenido
La resolución tiene los siguientes puntos medulares:

1. Pide que se declare una tregua humanitaria inmediata, duradera y sostenida que conduzca al cese de las hostilidades;
2. Exige que todas las partes cumplan de manera plena e inmediata las obligaciones que les incumben en virtud del derecho internacional, incluido el derecho internacional humanitario y el derecho internacional de los derechos humanos, en particular en lo que respecta a la protección de los civiles y los bienes de carácter civil y a la protección del personal humanitario, las personas fuera de combate y las instalaciones y los activos humanitarios, y que permitan y faciliten el acceso humanitario para que los suministros y servicios esenciales lleguen a todos los civiles necesitados de la Franja de Gaza;
3. Exige también que, de manera inmediata, continua, suficiente y sin trabas, se proporcionen a los civiles de toda la Franja de Gaza artículos y servicios esenciales, incluidos, entre otros, agua, alimentos, suministros médicos, combustible y electricidad, destacando el imperativo, en virtud del derecho internacional humanitario, de asegurar que los civiles no se vean privados de bienes indispensables para su supervivencia;
4. Pide que se facilite acceso humanitario inmediato, pleno, sostenido, seguro y sin trabas al Organismo de Obras Públicas y Socorro de las Naciones Unidas para los Refugiados de Palestina en el Cercano Oriente y otros organismos humanitarios de las Naciones Unidas y sus asociados en la ejecución, al Comité Internacional de la Cruz Roja y a todas las demás organizaciones humanitarias que defienden los principios humanitarios y prestan asistencia urgente a los civiles en la Franja de Gaza, alienta el establecimiento de corredores humanitarios y otras iniciativas para facilitar la entrega de ayuda humanitaria a los civiles, y acoge con beneplácito los esfuerzos desplegados en este sentido;
5. Pide también que se anule la orden de Israel, la Potencia ocupante, de que los civiles palestinos y el personal de las Naciones Unidas, así como los trabajadores humanitarios y médicos, evacúen todas las zonas de la Franja de Gaza situadas al norte de Wadi Gaza y se reubiquen en el sur de Gaza, recuerda y reitera que los civiles están protegidos por el derecho internacional humanitario y deben recibir asistencia humanitaria dondequiera que se encuentren, y reitera la necesidad de que se adopten medidas apropiadas para velar por la seguridad y el bienestar de los civiles, en particular los niños, y por su protección, y permitir su desplazamiento en condiciones de seguridad;
6. Rechaza firmemente cualquier intento de traslado forzoso de la población civil palestina;
7. Pide la liberación inmediata e incondicional de todos los civiles que permanecen cautivos de manera ilegal, exigiendo su seguridad, bienestar y trato humano de conformidad con el derecho internacional;
8. Pide también que se respeten y protejan, de conformidad con el derecho internacional humanitario, todas las instalaciones civiles y humanitarias, incluidos los hospitales y otras instalaciones médicas, y sus medios de transporte y equipo, las escuelas, los lugares de culto y las instalaciones de las Naciones Unidas, así como todo el personal humanitario y médico y los periodistas, los profesionales de los medios de comunicación y el personal asociado, en los conflictos armados de la región;
9. Destaca el efecto particularmente grave que los conflictos armados tienen sobre las mujeres y los niños, incluso en cuanto refugiados y desplazados, así como sobre otros civiles que pueden ser vulnerables por motivos específicos, entre ellos las personas con discapacidad y las personas de edad;
10. Destaca también la necesidad de establecer urgentemente un mecanismo que garantice la protección de la población civil palestina, de conformidad con el derecho internacional y las resoluciones pertinentes de las Naciones Unidas;
11. Destaca además la importancia de un mecanismo de notificación humanitaria para garantizar la protección de las instalaciones de las Naciones Unidas y todas las instalaciones de carácter humanitario, y de asegurar la circulación sin trabas de los convoyes de asistencia;
12. Pone de relieve la importancia de evitar una mayor desestabilización e intensificación de la violencia en la región y, en este sentido, exhorta a todas las partes a que actúen con la máxima moderación y a todos los que tienen influencia sobre ellas a que obren en pro de ese objetivo;
13. Reafirma que solo se puede alcanzar una solución justa y duradera del conflicto israelo-palestino por medios pacíficos, de conformidad con las resoluciones pertinentes de las Naciones Unidas y con el derecho internacional, y sobre la base de la solución biestatal;.
14. Decide suspender temporalmente el décimo período extraordinario de sesiones de emergencia y autorizar al Presidente de la Asamblea General en su período de sesiones más reciente a que lo reanude cuando lo soliciten los Estados Miembros.

Canadá planteó una propuesta de enmienda a la resolución para incluir que la Asamblea rechazara «de manera inequívoca y condena los ataques terroristas de Hamás que comenzaron en Israel el 7 de octubre de 2023 y la toma de rehenes, exige la seguridad, el bienestar y el trato humano de los rehenes de acuerdo con el derecho internacional, y solicita su liberación inmediata e incondicional» sin embargo no fue aprobada al no alcanzar la mayoría requerida. La propuesta recibió 88 votos a favor, 55 en contra y 23 abstenciones.

## Votación
| Voto       | Cantidad | Estados | % de la votación | % del total de miembros de la ONU |
| ---------- | -------- | --- | ---------------- | --------------------------------- |
| A favor    | 121      | Afganistán, Antigua y Barbuda, Arabia Saudita, Argentina, Armenia, Azerbaiyán, Bahamas, Baréin, Bangladés, Barbados, Bélgica, Belice, Bielorrusia, Birmania, Bután, Bolivia, Bosnia y Herzegovina, Botsuana, Brasil, Brunéi, Catar, Chad, Chile, China, Colombia, Comoras, Congo, Costa Rica, Costa de Marfil, Corea del Norte, Cuba, Dominica, Ecuador, Egipto, El Salvador, Guinea Ecuatorial, Emiratos Árabes Unidos, Eritrea, España, Francia, Gabón, Gambia, Ghana, Granada, Guinea, Guinea-Bisáu, Guyana, Honduras, Indonesia, Irak, Irán, Irlanda, Jordania, Kazajistán, Kenia, Kuwait, Kirguistán, Laos, Líbano, Lesoto, Libia, Liechtenstein, Luxemburgo, Madagascar, Malaui, Malasia, Maldivas, Malí, Malta, Mauritania, Mauricio, México, Mongolia, Montenegro, Marruecos, Mozambique, Namibia, Nepal, Nueva Zelanda, Nicaragua, Níger, Nigeria, Noruega, Omán, Pakistán, Perú, Portugal, República Centroafricana, República Democrática del Congo, República Dominicana, Rusia, San Cristóbal y Nieves, Santa Lucía, San Vicente y las Granadinas, Senegal, Sierra Leona, Singapur, Eslovenia, Islas Salomón, Somalia, Sudáfrica, Sri Lanka, Sudán, Surinam, Suiza, Siria, Tayikistán, Tailandia, Timor Oriental, Trinidad y Tobago, Turquía, Uganda, Tanzania, Uzbekistán, Vietnam, Yemen, Yibuti, Zimbabue. | 67.59%           | 62.69%                            |
| En contra  | 14       | Austria, Croacia, Estados Unidos, Fiyi, Guatemala, Hungría, Israel, Islas Marshall, Micronesia, Nauru, Papúa Nueva Guinea, Paraguay, República Checa, Tonga. | 7.83%            | 7.25%                             |
| Abstención | 44       | Alemania, Australia, Bulgaria, Cabo Verde, Camerún, Canadá, Chipre, Dinamarca, Eslovaquia, Estonia, Etiopía, Filipinas, Finlandia, Georgia, Grecia, Haití, India, Islandia, Italia, Japón, Kiribati, Letonia, Lituania, Macedonia del Norte, Moldavia, Mónaco, Países Bajos, Palaos, Panamá, Polonia, Reino Unido, Rumania, San Marino, Serbia, Sudán del Sur, Suecia, Túnez, Tuvalu, Ucrania, Uruguay, Vanuatu, Zambia. | 24.58%           | 22.79%                            |
| Ausentes   | 14       | Benín, Burkina Faso, Burundi, Camboya, Jamaica, Liberia, Ruanda, Samoa, Santo Tomé y Príncipe, Seychelles, Suazilandia, Togo, Turkmenistán, Venezuela. | –                | 7.25%                             |
| Total      | 193      | – | 100%             | 100%                              |